# Liste des monuments historiques protégés en 1970
Cet article recense les monuments historiques français classés ou inscrits en 1970.

## Protections
| Édifice                                                                     | Commune                                  | Département             | Région                     | Protection | Base Mérimée                         | Coordonnées                        | Image |
| --------------------------------------------------------------------------- | ---------------------------------------- | ----------------------- | -------------------------- | ---------- | ------------------------------------ | ---------------------------------- | ----- |
| Château de Poncin                                                           | Poncin                                   | Ain                     | Auvergne-Rhône-Alpes       | inscrit    | « PA00116531 », notice no PA00116531 | 46° 05′ 13″ nord, 5° 24′ 38″ est   |       |
| Château de Chambly                                                          | Bosmont-sur-Serre                        | Aisne                   | Hauts-de-France            | inscrit    | « PA00115545 », notice no PA00115545 | 49° 43′ 40″ nord, 3° 51′ 38″ est   |       |
| Abbaye de Vauclair                                                          | Bouconville-Vauclair                     | Aisne                   | Hauts-de-France            | classé     | « PA00115546 », notice no PA00115546 | 49° 27′ 09″ nord, 3° 44′ 46″ est   |       |
| Polissoir de Neuilly-Saint-Front                                            | Neuilly-Saint-Front                      | Aisne                   | Hauts-de-France            | classé     | « PA00115842 », notice no PA00115842 | 49° 09′ 56″ nord, 3° 15′ 55″ est   |       |
| Réseau hydraulique « Laie des Pots »                                        | Haramont                                 | Aisne                   | Hauts-de-France            | inscrit    | « PA00115987 », notice no PA00115987 |                                    |       |
| Église Saint-Pardoux                                                        | Archignat                                | Allier                  | Auvergne-Rhône-Alpes       | inscrit    | « PA00092973 », notice no PA00092973 | 46° 20′ 37″ nord, 2° 23′ 46″ est   |       |
| Église Saint-Aignan                                                         | Bègues                                   | Allier                  | Auvergne-Rhône-Alpes       | inscrit    | « PA00092986 », notice no PA00092986 | 46° 07′ 43″ nord, 3° 09′ 06″ est   |       |
| Maison                                                                      | Moulins                                  | Allier                  | Auvergne-Rhône-Alpes       | inscrit    | « PA00093223 », notice no PA00093223 | 46° 33′ 58″ nord, 3° 20′ 08″ est   |       |
| Pont romain                                                                 | Mane                                     | Alpes-de-Haute-Provence | Provence-Alpes-Côte d'Azur | classé     | « PA00080416 », notice no PA00080416 | 43° 55′ 48″ nord, 5° 45′ 23″ est   |       |
| Monastère Saint-Martin                                                      | Roquebrune-Cap-Martin                    | Alpes-Maritimes         | Provence-Alpes-Côte d'Azur | inscrit    | « PA00080822 », notice no PA00080822 | 43° 45′ 08″ nord, 7° 28′ 50″ est   |       |
| Château d'Entrevaux                                                         | Saint-Priest                             | Ardèche                 | Auvergne-Rhône-Alpes       | inscrit    | « PA00116802 », notice no PA00116802 | 44° 42′ 56″ nord, 4° 33′ 30″ est   |       |
| Château de Vallon-Pont-d'Arc                                                | Vallon-Pont-d'Arc                        | Ardèche                 | Auvergne-Rhône-Alpes       | inscrit    | « PA00116841 », notice no PA00116841 | 44° 24′ 26″ nord, 4° 23′ 42″ est   |       |
| Maison                                                                      | Soulaines-Dhuys                          | Aube                    | Grand Est                  | inscrit    | « PA00078240 », notice no PA00078240 | 48° 22′ 32″ nord, 4° 44′ 03″ est   |       |
| Fount de Rome                                                               | Fleury                                   | Aude                    | Occitanie                  | classé     | « PA00102691 », notice no PA00102691 | 43° 11′ 58″ nord, 3° 11′ 14″ est   |       |
| Église protestante (ancienne église catholique)                             | Baldenheim                               | Bas-Rhin                | Grand Est                  | classé     | « PA00084595 », notice no PA00084595 | 48° 14′ 15″ nord, 7° 32′ 14″ est   |       |
| Château Klinglin                                                            | Illkirch-Graffenstaden                   | Bas-Rhin                | Grand Est                  | inscrit    | « PA00084754 », notice no PA00084754 | 48° 31′ 58″ nord, 7° 42′ 53″ est   |       |
| Hôtel de Klinglin (Petit Broglie, actuel hôtel du préfet)                   | Strasbourg                               | Bas-Rhin                | Grand Est                  | classé     | « PA00085063 », notice no PA00085063 | 48° 35′ 06″ nord, 7° 45′ 11″ est   |       |
| Oppidum de Pierredon à Éguilles                                             | Éguilles                                 | Bouches-du-Rhône        | Provence-Alpes-Côte d'Azur | inscrit    | « PA00081242 », notice no PA00081242 | 43° 33′ 27″ nord, 5° 21′ 34″ est   |       |
| Chapelle Sainte-Anne-de-Goiron                                              | Lambesc                                  | Bouches-du-Rhône        | Provence-Alpes-Côte d'Azur | classé     | « PA00081296 », notice no PA00081296 | 43° 41′ 47″ nord, 5° 16′ 36″ est   |       |
| Chapelle Sainte-Anne-de-Goiron                                              | La Roque-d'Anthéron                      | Bouches-du-Rhône        | Provence-Alpes-Côte d'Azur | classé     | « PA00081417 », notice no PA00081417 | 43° 41′ 47″ nord, 5° 16′ 36″ est   |       |
| Église Saint-Gerbold d'Ailly                                                | Bernières-d'Ailly                        | Calvados                | Normandie                  | inscrit    | « PA00111086 », notice no PA00111086 | 48° 56′ 33″ nord, 0° 04′ 56″ ouest |       |
| Château d'Ailly                                                             | Bernières-d'Ailly                        | Calvados                | Normandie                  | inscrit    | « PA00111085 », notice no PA00111085 | 48° 56′ 33″ nord, 0° 04′ 57″ ouest |       |
| Manoir de Blangy-le-Château                                                 | Blangy-le-Château                        | Calvados                | Normandie                  | inscrit    | « PA00111100 », notice no PA00111100 | 49° 14′ 42″ nord, 0° 16′ 29″ est   |       |
| Église Saint-Michel de Vaucelles                                            | Caen                                     | Calvados                | Normandie                  | inscrit    | « PA00111136 », notice no PA00111136 | 49° 10′ 26″ nord, 0° 21′ 19″ ouest |       |
| Pavillon de Beuvrelu                                                        | Caen                                     | Calvados                | Normandie                  | inscrit    | « PA00111191 », notice no PA00111191 | 49° 11′ 06″ nord, 0° 22′ 28″ ouest |       |
| Ferme de la Rançonnière                                                     | Crépon                                   | Calvados                | Normandie                  | inscrit    | « PA00111256 », notice no PA00111256 | 49° 18′ 43″ nord, 0° 32′ 50″ ouest |       |
| Manoir des Quatre Nations                                                   | Cricqueville-en-Auge                     | Calvados                | Normandie                  | inscrit    | « PA00111266 », notice no PA00111266 | 49° 13′ 53″ nord, 0° 03′ 36″ ouest |       |
| Croix de cimetière                                                          | Malloué                                  | Calvados                | Normandie                  | inscrit    | « PA00111520 », notice no PA00111520 | 48° 56′ 20″ nord, 0° 57′ 35″ ouest |       |
| Croix de chemin                                                             | Malloué                                  | Calvados                | Normandie                  | inscrit    | « PA00111519 », notice no PA00111519 | 48° 56′ 27″ nord, 0° 57′ 28″ ouest |       |
| Église Notre-Dame                                                           | Malloué                                  | Calvados                | Normandie                  | inscrit    | « PA00111521 », notice no PA00111521 | 48° 56′ 20″ nord, 0° 57′ 35″ ouest |       |
| Manoir de la Planche                                                        | Notre-Dame-d'Estrées                     | Calvados                | Normandie                  | inscrit    | « PA00111575 », notice no PA00111575 | 49° 07′ 14″ nord, 0° 00′ 09″ est   |       |
| Manoir de la Cour-Thorel                                                    | Notre-Dame-d'Estrées                     | Calvados                | Normandie                  | inscrit    | « PA00111574 », notice no PA00111574 | 49° 07′ 30″ nord, 0° 00′ 17″ est   |       |
| Prieuré de Saint-Arnoult                                                    | Saint-Arnoult                            | Calvados                | Normandie                  | classé     | « PA00111658 », notice no PA00111658 | 49° 20′ 14″ nord, 0° 05′ 18″ est   |       |
| Tombeau de Marie Joly                                                       | Soumont-Saint-Quentin                    | Calvados                | Normandie                  | inscrit    | « PA00111736 », notice no PA00111736 | 48° 58′ 15″ nord, 0° 13′ 24″ ouest |       |
| Château de Vaussieux                                                        | Vaux-sur-Seulles                         | Calvados                | Normandie                  | inscrit    | « PA00111782 », notice no PA00111782 | 49° 16′ 06″ nord, 0° 37′ 26″ ouest |       |
| Château de Vendeuvre                                                        | Vendeuvre                                | Calvados                | Normandie                  | classé     | « PA00111786 », notice no PA00111786 | 48° 59′ 14″ nord, 0° 04′ 44″ ouest |       |
| Château de Vouilly                                                          | Vouilly                                  | Calvados                | Normandie                  | inscrit    | « PA00111821 », notice no PA00111821 | 49° 17′ 45″ nord, 1° 01′ 15″ ouest |       |
| Château de Palmont                                                          | Fontanges                                | Cantal                  | Auvergne-Rhône-Alpes       | inscrit    | « PA00093513 », notice no PA00093513 | 45° 07′ 36″ nord, 2° 28′ 56″ est   |       |
| Église Saint-Césaire                                                        | Maurs                                    | Cantal                  | Auvergne-Rhône-Alpes       | classé     | « PA00093547 », notice no PA00093547 | 44° 42′ 38″ nord, 2° 11′ 54″ est   |       |
| Église Saint-Georges                                                        | Méallet                                  | Cantal                  | Auvergne-Rhône-Alpes       | inscrit    | « PA00093548 », notice no PA00093548 | 45° 15′ 15″ nord, 2° 25′ 50″ est   |       |
| Château de la Tranchade                                                     | Garat                                    | Charente                | Nouvelle-Aquitaine         | classé     | « PA00104373 », notice no PA00104373 | 45° 37′ 08″ nord, 0° 14′ 26″ est   |       |
| Église Saint-Laurent de Médillac                                            | Médillac                                 | Charente                | Nouvelle-Aquitaine         | classé     | « PA00104418 », notice no PA00104418 | 45° 13′ 56″ nord, 0° 01′ 34″ est   |       |
| Église Saint-Pierre de Reignac                                              | Reignac                                  | Charente                | Nouvelle-Aquitaine         | classé     | « PA00104464 », notice no PA00104464 | 45° 25′ 21″ nord, 0° 11′ 00″ ouest |       |
| Église Saint-Pierre de Sers                                                 | Sers                                     | Charente                | Nouvelle-Aquitaine         | classé     | « PA00104514 », notice no PA00104514 | 45° 35′ 57″ nord, 0° 19′ 18″ est   |       |
| Église Saint-Martin de l'Île-d'Aix                                          | Île-d'Aix                                | Charente-Maritime       | Nouvelle-Aquitaine         | classé     | « PA00104713 », notice no PA00104713 | 46° 00′ 46″ nord, 1° 10′ 22″ ouest |       |
| Église Saint-Pierre de Salignac-de-Mirambeau                                | Salignac-de-Mirambeau                    | Charente-Maritime       | Nouvelle-Aquitaine         | classé     | « PA00105266 », notice no PA00105266 | 45° 20′ 41″ nord, 0° 28′ 55″ ouest |       |
| Église Saint-Hilaire de Curemonte                                           | Curemonte                                | Corrèze                 | Nouvelle-Aquitaine         | classé     | « PA00099757 », notice no PA00099757 | 45° 00′ 17″ nord, 1° 43′ 32″ est   |       |
| Tours de Carbonnières                                                       | Goulles                                  | Corrèze                 | Nouvelle-Aquitaine         | inscrit    | « PA00099777 », notice no PA00099777 | 45° 02′ 39″ nord, 2° 06′ 10″ est   |       |
| Château de la Punta                                                         | Alata                                    | Corse-du-Sud            | Corse                      | inscrit    | « PA00099072 », notice no PA00099072 | 41° 57′ 24″ nord, 8° 42′ 30″ est   |       |
| Cimetière d'Asnières-lès-Dijon                                              | Asnières-lès-Dijon                       | Côte-d'Or               | Bourgogne-Franche-Comté    | inscrit    | « PA00112069 », notice no PA00112069 | 47° 23′ 01″ nord, 5° 02′ 41″ est   |       |
| Abbaye Sainte-Marguerite                                                    | Bouilland                                | Côte-d'Or               | Bourgogne-Franche-Comté    | inscrit    | « PA00112150 », notice no PA00112150 | 47° 07′ 10″ nord, 4° 46′ 00″ est   |       |
| Château de Bouzot                                                           | Boux-sous-Salmaise                       | Côte-d'Or               | Bourgogne-Franche-Comté    | inscrit    | « PA00112152 », notice no PA00112152 | 47° 28′ 07″ nord, 4° 38′ 26″ est   |       |
| Maison du Mouton                                                            | Châteauneuf                              | Côte-d'Or               | Bourgogne-Franche-Comté    | inscrit    | « PA00112184 », notice no PA00112184 | 47° 13′ 08″ nord, 4° 38′ 25″ est   |       |
| Maison de Saint-Georges (Châteauneuf)                                       | Châteauneuf                              | Côte-d'Or               | Bourgogne-Franche-Comté    | inscrit    | « PA00112186 », notice no PA00112186 | 47° 13′ 07″ nord, 4° 38′ 25″ est   |       |
| Échoppe de potier d'étain                                                   | Châteauneuf                              | Côte-d'Or               | Bourgogne-Franche-Comté    | inscrit    | « PA00112185 », notice no PA00112185 | 47° 13′ 09″ nord, 4° 38′ 24″ est   |       |
| Grand hôtel Berbisey                                                        | Dijon                                    | Côte-d'Or               | Bourgogne-Franche-Comté    | inscrit    | « PA00112273 », notice no PA00112273 | 47° 19′ 06″ nord, 5° 02′ 12″ est   |       |
| Petit hôtel Bouhier                                                         | Dijon                                    | Côte-d'Or               | Bourgogne-Franche-Comté    | inscrit    | « PA00112283 », notice no PA00112283 | 47° 19′ 14″ nord, 5° 02′ 26″ est   |       |
| Immeuble                                                                    | Dijon                                    | Côte-d'Or               | Bourgogne-Franche-Comté    | inscrit    | « PA00112341 », notice no PA00112341 | 47° 19′ 23″ nord, 5° 02′ 37″ est   |       |
| Hôtel Lebault                                                               | Dijon                                    | Côte-d'Or               | Bourgogne-Franche-Comté    | inscrit    | « PA00112308 », notice no PA00112308 | 47° 19′ 24″ nord, 5° 02′ 19″ est   |       |
| Église Saint-Bénigne d'Épagny                                               | Épagny                                   | Côte-d'Or               | Bourgogne-Franche-Comté    | inscrit    | « PA00112443 », notice no PA00112443 | 47° 26′ 51″ nord, 5° 03′ 31″ est   |       |
| Grange de Grissey                                                           | Jailly-les-Moulins                       | Côte-d'Or               | Bourgogne-Franche-Comté    | inscrit    | « PA00112494 », notice no PA00112494 | 47° 28′ 31″ nord, 4° 36′ 25″ est   |       |
| Église Saint-Léger                                                          | Jancigny                                 | Côte-d'Or               | Bourgogne-Franche-Comté    | inscrit    | « PA00112495 », notice no PA00112495 | 47° 23′ 01″ nord, 5° 24′ 28″ est   |       |
| Borne de Labergement-lès-Seurre                                             | Labergement-lès-Seurre                   | Côte-d'Or               | Bourgogne-Franche-Comté    | inscrit    | « PA00112499 », notice no PA00112499 | 47° 00′ 49″ nord, 5° 03′ 33″ est   |       |
| Niche-oratoire                                                              | Léry                                     | Côte-d'Or               | Bourgogne-Franche-Comté    | inscrit    | « PA00112510 », notice no PA00112510 | 47° 33′ 30″ nord, 4° 50′ 12″ est   |       |
| Maison de Claude Hoin                                                       | Messigny-et-Vantoux                      | Côte-d'Or               | Bourgogne-Franche-Comté    | inscrit    | « PA00112538 », notice no PA00112538 | 47° 24′ 25″ nord, 5° 01′ 09″ est   |       |
| Église de Villeneuve-sur-Vingeanne                                          | Montigny-Mornay-Villeneuve-sur-Vingeanne | Côte-d'Or               | Bourgogne-Franche-Comté    | inscrit    | « PA00112726 », notice no PA00112726 | 47° 33′ 51″ nord, 5° 25′ 25″ est   |       |
| Vestiges gallo-romains                                                      | Nuits-Saint-Georges                      | Côte-d'Or               | Bourgogne-Franche-Comté    | classé     | « PA00112577 », notice no PA00112577 | 47° 07′ 26″ nord, 4° 57′ 33″ est   |       |
| Château de Quincey                                                          | Quincey                                  | Côte-d'Or               | Bourgogne-Franche-Comté    | inscrit    | « PA00112605 », notice no PA00112605 | 47° 06′ 41″ nord, 4° 58′ 33″ est   |       |
| Chapelle Sainte-Gertrude                                                    | Selongey                                 | Côte-d'Or               | Bourgogne-Franche-Comté    | inscrit    | « PA00112663 », notice no PA00112663 | 47° 35′ 39″ nord, 5° 12′ 15″ est   |       |
| Château de Villaines-en-Duesmois                                            | Villaines-en-Duesmois                    | Côte-d'Or               | Bourgogne-Franche-Comté    | inscrit    | « PA00112723 », notice no PA00112723 | 47° 40′ 49″ nord, 4° 31′ 46″ est   |       |
| Tumulus de Goachauter                                                       | Glomel                                   | Côtes-d'Armor           | Bretagne                   | inscrit    | « PA00089165 », notice no PA00089165 | 48° 12′ 28″ nord, 3° 25′ 53″ ouest |       |
| Menhir de Coat Couraval                                                     | Glomel                                   | Côtes-d'Armor           | Bretagne                   | inscrit    | « PA00089162 », notice no PA00089162 | 48° 12′ 13″ nord, 3° 21′ 22″ ouest |       |
| Calvaire                                                                    | Hengoat                                  | Côtes-d'Armor           | Bretagne                   | inscrit    | « PA00089199 », notice no PA00089199 | 48° 44′ 19″ nord, 3° 12′ 02″ ouest |       |
| Église Saint-Jean-Baptiste                                                  | Hillion                                  | Côtes-d'Armor           | Bretagne                   | inscrit    | « PA00089205 », notice no PA00089205 | 48° 30′ 50″ nord, 2° 40′ 08″ ouest |       |
| Manoir de Trevennou                                                         | Langoat                                  | Côtes-d'Armor           | Bretagne                   | inscrit    | « PA00089247 », notice no PA00089247 | 48° 44′ 25″ nord, 3° 20′ 08″ ouest |       |
| Manoir du Grand-Pontébar                                                    | Paimpol                                  | Côtes-d'Armor           | Bretagne                   | inscrit    | « PA00089354 », notice no PA00089354 | 48° 47′ 16″ nord, 3° 05′ 12″ ouest |       |
| Église Saint-Pierre                                                         | Pédernec                                 | Côtes-d'Armor           | Bretagne                   | inscrit    | « PA00089368 », notice no PA00089368 | 48° 35′ 51″ nord, 3° 16′ 13″ ouest |       |
| Manoir de Kerbelven                                                         | Penvénan                                 | Côtes-d'Armor           | Bretagne                   | inscrit    | « PA00089373 », notice no PA00089373 | 48° 48′ 49″ nord, 3° 16′ 57″ ouest |       |
| Menhir de Kerbelven                                                         | Penvénan                                 | Côtes-d'Armor           | Bretagne                   | inscrit    | « PA00089375 », notice no PA00089375 | 48° 48′ 50″ nord, 3° 17′ 39″ ouest |       |
| Allée couverte et alignement de menhirs indicateurs de Saint-André          | Plédéliac                                | Côtes-d'Armor           | Bretagne                   | classé     | « PA00089395 », notice no PA00089395 | 48° 28′ 55″ nord, 2° 24′ 34″ ouest |       |
| Allée couverte dite La Roche aux Fées de la Brousse                         | Plénée-Jugon                             | Côtes-d'Armor           | Bretagne                   | classé     | « PA00089414 », notice no PA00089414 | 48° 19′ 29″ nord, 2° 24′ 37″ ouest |       |
| Chapelle Sainte-Jeune                                                       | Plounévez-Moëdec                         | Côtes-d'Armor           | Bretagne                   | inscrit    | « PA00089508 », notice no PA00089508 | 48° 31′ 46″ nord, 3° 24′ 57″ ouest |       |
| Hôtel de Bellecyse                                                          | Saint-Brieuc                             | Côtes-d'Armor           | Bretagne                   | classé     | « PA00089585 », notice no PA00089585 | 48° 30′ 51″ nord, 2° 45′ 48″ ouest |       |
| Croix du nouveau cimetière                                                  | Saint-Étienne-du-Gué-de-l'Isle           | Côtes-d'Armor           | Bretagne                   | inscrit    | « PA00089613 », notice no PA00089613 | 48° 06′ 17″ nord, 2° 38′ 44″ ouest |       |
| Tumulus de la Motte de Puytaillé                                            | Assais-les-Jumeaux                       | Deux-Sèvres             | Nouvelle-Aquitaine         | classé     | « PA00101180 », notice no PA00101180 | 46° 48′ 51″ nord, 0° 00′ 55″ ouest |       |
| Dolmen du Bourg                                                             | Exoudun                                  | Deux-Sèvres             | Nouvelle-Aquitaine         | classé     | « PA00101231 », notice no PA00101231 | 46° 20′ 42″ nord, 0° 04′ 45″ est   |       |
| Dolmen de la Garenne                                                        | La Mothe-Saint-Héray                     | Deux-Sèvres             | Nouvelle-Aquitaine         | classé     | « PA00101279 », notice no PA00101279 | 46° 22′ 35″ nord, 0° 07′ 12″ ouest |       |
| Pierre Levée du Grand Gât                                                   | Moutiers-sous-Argenton                   | Deux-Sèvres             | Nouvelle-Aquitaine         | classé     | « PA00101281 », notice no PA00101281 | 46° 56′ 35″ nord, 0° 23′ 28″ ouest |       |
| Dolmen de la Croisonnière                                                   | Nanteuil                                 | Deux-Sèvres             | Nouvelle-Aquitaine         | classé     | « PA00101282 », notice no PA00101282 | 46° 24′ 38″ nord, 0° 10′ 02″ ouest |       |
| Château du Gazeau                                                           | Sainte-Ouenne                            | Deux-Sèvres             | Nouvelle-Aquitaine         | inscrit    | « PA00101358 », notice no PA00101358 | 46° 25′ 12″ nord, 0° 27′ 20″ ouest |       |
| Église Saint-Cyr-et-Sainte-Julitte                                          | Aubas                                    | Dordogne                | Nouvelle-Aquitaine         | inscrit    | « PA00082325 », notice no PA00082325 | 45° 04′ 55″ nord, 1° 11′ 29″ est   |       |
| Château de Bayac                                                            | Bayac                                    | Dordogne                | Nouvelle-Aquitaine         | inscrit    | « PA00082338 », notice no PA00082338 | 44° 48′ 14″ nord, 0° 43′ 44″ est   |       |
| Église Saint-Pierre-ès-Liens de Cabans                                      | Le Buisson-de-Cadouin                    | Dordogne                | Nouvelle-Aquitaine         | inscrit    | « PA00082417 », notice no PA00082417 | 44° 51′ 00″ nord, 0° 55′ 16″ est   |       |
| Église Saint-Pierre-ès-Liens                                                | Calviac-en-Périgord                      | Dordogne                | Nouvelle-Aquitaine         | inscrit    | « PA00082426 », notice no PA00082426 | 44° 51′ 16″ nord, 1° 20′ 00″ est   |       |
| Église Notre-Dame-de-la-Nativité                                            | Cantillac                                | Dordogne                | Nouvelle-Aquitaine         | inscrit    | « PA00082429 », notice no PA00082429 | 45° 23′ 46″ nord, 0° 38′ 32″ est   |       |
| Église Notre-Dame-de-l'Assomption d'Aillac                                  | Carsac-Aillac                            | Dordogne                | Nouvelle-Aquitaine         | inscrit    | « PA00082434 », notice no PA00082434 | 44° 50′ 33″ nord, 1° 18′ 05″ est   |       |
| Château de Lacoste                                                          | Castelnaud-la-Chapelle                   | Dordogne                | Nouvelle-Aquitaine         | inscrit    | « PA00082448 », notice no PA00082448 | 44° 47′ 54″ nord, 1° 09′ 21″ est   |       |
| Église de la Décollation-de-Saint-Jean-Baptiste                             | Fanlac                                   | Dordogne                | Nouvelle-Aquitaine         | inscrit    | « PA00082557 », notice no PA00082557 | 45° 03′ 55″ nord, 1° 05′ 47″ est   |       |
| Hôtel de Fayolle (portail)                                                  | Périgueux                                | Dordogne                | Nouvelle-Aquitaine         | inscrit    | « PA00082732 », notice no PA00082732 | 45° 11′ 07″ nord, 0° 43′ 30″ est   |       |
| Hôtel de Nervaux (escalier intérieur)                                       | Périgueux                                | Dordogne                | Nouvelle-Aquitaine         | inscrit    | « PA00082735 », notice no PA00082735 | 45° 11′ 05″ nord, 0° 43′ 26″ est   |       |
| Manoir du Cluzeau                                                           | Proissans                                | Dordogne                | Nouvelle-Aquitaine         | inscrit    | « PA00082776 », notice no PA00082776 | 44° 56′ 59″ nord, 1° 14′ 09″ est   |       |
| Église Saint-Avit                                                           | Saint-Avit-Rivière                       | Dordogne                | Nouvelle-Aquitaine         | inscrit    | « PA00082808 », notice no PA00082808 | 44° 45′ 08″ nord, 0° 53′ 00″ est   |       |
| Église Saint-Cyr-et-Sainte-Juliette                                         | Saint-Cyr-les-Champagnes                 | Dordogne                | Nouvelle-Aquitaine         | inscrit    | « PA00082826 », notice no PA00082826 | 45° 22′ 42″ nord, 1° 17′ 22″ est   |       |
| Église Saint-Laurent                                                        | Saint-Laurent-la-Vallée                  | Dordogne                | Nouvelle-Aquitaine         | inscrit    | « PA00082855 », notice no PA00082855 | 44° 44′ 55″ nord, 1° 06′ 36″ est   |       |
| Église Saint-Michel                                                         | Saint-Michel-de-Montaigne                | Dordogne                | Nouvelle-Aquitaine         | classé     | « PA00082877 », notice no PA00082877 | 44° 52′ 26″ nord, 0° 01′ 49″ est   |       |
| Église Saint-Ours                                                           | Sainte-Orse                              | Dordogne                | Nouvelle-Aquitaine         | inscrit    | « PA00082882 », notice no PA00082882 | 45° 12′ 15″ nord, 1° 04′ 31″ est   |       |
| Maison de La Boétie                                                         | Sarlat-la-Canéda                         | Dordogne                | Nouvelle-Aquitaine         | inscrit    | « PA00082964 », notice no PA00082964 | 44° 53′ 20″ nord, 1° 13′ 00″ est   |       |
| Château de La Martinie                                                      | Segonzac                                 | Dordogne                | Nouvelle-Aquitaine         | inscrit    | « PA00082993 », notice no PA00082993 | 45° 12′ 08″ nord, 0° 26′ 55″ est   |       |
| Manoir des Vayssières                                                       | Vitrac                                   | Dordogne                | Nouvelle-Aquitaine         | inscrit    | « PA00083072 », notice no PA00083072 | 44° 50′ 18″ nord, 1° 12′ 02″ est   |       |
| Hôpital Saint-Jacques                                                       | Besançon                                 | Doubs                   | Bourgogne-Franche-Comté    | classé     | « PA00101481 », notice no PA00101481 | 47° 14′ 10″ nord, 6° 01′ 12″ est   |       |
| Église Saint-Bénigne de Pontarlier                                          | Pontarlier                               | Doubs                   | Bourgogne-Franche-Comté    | inscrit    | « PA00101709 », notice no PA00101709 | 46° 54′ 08″ nord, 6° 21′ 23″ est   |       |
| Porte Saint-Pierre                                                          | Pontarlier                               | Doubs                   | Bourgogne-Franche-Comté    | inscrit    | « PA00101714 », notice no PA00101714 | 46° 54′ 17″ nord, 6° 21′ 09″ est   |       |
| Dolmen des Grès de Linas                                                    | Congerville-Thionville                   | Essonne                 | Île-de-France              | classé     | « PA00088023 », notice no PA00088023 | 48° 22′ 10″ nord, 1° 59′ 13″ est   |       |
| Église Saint-Gilles d'Étampes                                               | Étampes                                  | Essonne                 | Île-de-France              | classé     | « PA00087894 », notice no PA00087894 | 48° 25′ 56″ nord, 2° 09′ 13″ est   |       |
| Camp protohistorique de Suguensou                                           | Esquibien                                | Finistère               | Bretagne                   | classé     | « PA00089923 », notice no PA00089923 | 48° 02′ 10″ nord, 4° 31′ 57″ ouest |       |
| Couvent des Capucins de Landerneau                                          | Landerneau                               | Finistère               | Bretagne                   | inscrit    | « PA00090026 », notice no PA00090026 | 48° 27′ 10″ nord, 4° 15′ 13″ ouest |       |
| Maison                                                                      | Lanildut                                 | Finistère               | Bretagne                   | inscrit    | « PA00090055 », notice no PA00090055 | 48° 28′ 29″ nord, 4° 44′ 54″ ouest |       |
| Tossen-ar-C'honifled                                                        | Lanmeur                                  | Finistère               | Bretagne                   | classé     | « PA00090059 », notice no PA00090059 | 48° 37′ 37″ nord, 3° 42′ 27″ ouest |       |
| Église Saint-Guénolé de Locquénolé                                          | Locquénolé                               | Finistère               | Bretagne                   | classé     | « PA00090072 », notice no PA00090072 | 48° 37′ 30″ nord, 3° 51′ 38″ ouest |       |
| Menhir de Couinandré                                                        | Plouescat                                | Finistère               | Bretagne                   | classé     | « PA00090221 », notice no PA00090221 | 48° 39′ 27″ nord, 4° 09′ 32″ ouest |       |
| Cimetière de Plougoulm                                                      | Plougoulm                                | Finistère               | Bretagne                   | inscrit    | « PA00090245 », notice no PA00090245 | 48° 39′ 53″ nord, 4° 02′ 43″ ouest |       |
| Stèle protohistorique christianisée de Kernalec                             | Trégunc                                  | Finistère               | Bretagne                   | classé     | « PA00090471 », notice no PA00090471 | 47° 49′ 03″ nord, 3° 48′ 41″ ouest |       |
| Château d'Issan                                                             | Cantenac                                 | Gironde                 | Nouvelle-Aquitaine         | inscrit    | « PA00083506 », notice no PA00083506 | 45° 02′ 16″ nord, 0° 39′ 29″ ouest |       |
| Château de Ruat                                                             | Le Teich                                 | Gironde                 | Nouvelle-Aquitaine         | inscrit    | « PA00083852 », notice no PA00083852 | 44° 38′ 20″ nord, 1° 01′ 40″ ouest |       |
| Château de Galié                                                            | Galié                                    | Haute-Garonne           | Occitanie                  | inscrit    | « PA00094338 », notice no PA00094338 | 42° 59′ 23″ nord, 0° 38′ 00″ est   |       |
| Église Sainte-Madeleine                                                     | Mourvilles-Hautes                        | Haute-Garonne           | Occitanie                  | inscrit    | « PA00094402 », notice no PA00094402 | 43° 25′ 33″ nord, 1° 49′ 04″ est   |       |
| Vestiges archéologiques de Valentine                                        | Valentine                                | Haute-Garonne           | Occitanie                  | classé     | « PA00094650 », notice no PA00094650 | 43° 05′ 42″ nord, 0° 41′ 18″ est   |       |
| Église Saint-Martin de Blesle                                               | Blesle                                   | Haute-Loire             | Auvergne-Rhône-Alpes       | classé     | « PA00092607 », notice no PA00092607 | 45° 19′ 07″ nord, 3° 10′ 09″ est   |       |
| Château de Cusey                                                            | Cusey                                    | Haute-Marne             | Grand Est                  | inscrit    | « PA00079046 », notice no PA00079046 | 47° 37′ 51″ nord, 5° 20′ 28″ est   |       |
| Hôtel du Gouverneur                                                         | Langres                                  | Haute-Marne             | Grand Est                  | inscrit    | « PA00079103 », notice no PA00079103 | 47° 51′ 53″ nord, 5° 19′ 53″ est   |       |
| Pont de Beissat                                                             | Peyrat-de-Bellac                         | Haute-Vienne            | Nouvelle-Aquitaine         | inscrit    | « PA00100412 », notice no PA00100412 | 46° 09′ 38″ nord, 1° 03′ 43″ est   |       |
| Pont de Beissat                                                             | Saint-Ouen-sur-Gartempe                  | Haute-Vienne            | Nouvelle-Aquitaine         | inscrit    | « PA00100482 », notice no PA00100482 | 46° 09′ 38″ nord, 1° 03′ 43″ est   |       |
| Tumulus de L'Estaque                                                        | Avezac-Prat-Lahitte                      | Hautes-Pyrénées         | Occitanie                  | classé     | « PA00095330 », notice no PA00095330 | 43° 04′ 33″ nord, 0° 21′ 21″ est   |       |
| Tumulus de La Gare                                                          | Avezac-Prat-Lahitte                      | Hautes-Pyrénées         | Occitanie                  | inscrit    | « PA00095331 », notice no PA00095331 | 43° 05′ 01″ nord, 0° 21′ 54″ est   |       |
| Puyo de l'Ardoun                                                            | Avezac-Prat-Lahitte                      | Hautes-Pyrénées         | Occitanie                  | inscrit    | « PA00095332 », notice no PA00095332 | 43° 05′ 10″ nord, 0° 22′ 01″ est   |       |
| Villa gallo-romaine de Loupian                                              | Loupian                                  | Hérault                 | Occitanie                  | classé     | « PA00103494 », notice no PA00103494 | 43° 26′ 28″ nord, 3° 36′ 53″ est   |       |
| Château de Cucé                                                             | Cesson-Sévigné                           | Ille-et-Vilaine         | Bretagne                   | inscrit    | « PA00090516 », notice no PA00090516 | 48° 05′ 37″ nord, 1° 36′ 02″ ouest |       |
| Oppidum du Poulailler                                                       | Landéan                                  | Ille-et-Vilaine         | Bretagne                   | classé     | « PA00090610 », notice no PA00090610 | 48° 23′ 20″ nord, 1° 11′ 40″ ouest |       |
| La Pierre Blanche                                                           | Pocé-les-Bois                            | Ille-et-Vilaine         | Bretagne                   | classé     | « PA00090658 », notice no PA00090658 | 48° 06′ 25″ nord, 1° 14′ 01″ ouest |       |
| Église Sainte-Croix                                                         | Saint-Malo                               | Ille-et-Vilaine         | Bretagne                   | inscrit    | « PA00090806 », notice no PA00090806 | 48° 38′ 02″ nord, 2° 01′ 10″ ouest |       |
| Église Saint-Ideuc                                                          | Saint-Malo                               | Ille-et-Vilaine         | Bretagne                   | inscrit    | « PA00090807 », notice no PA00090807 | 48° 39′ 46″ nord, 1° 58′ 29″ ouest |       |
| Hôtel de Brevest                                                            | Saint-Malo                               | Ille-et-Vilaine         | Bretagne                   | inscrit    | « PA00090814 », notice no PA00090814 | 48° 38′ 49″ nord, 2° 01′ 36″ ouest |       |
| Hôtel Perrichon                                                             | Châteauroux                              | Indre                   | Centre-Val de Loire        | inscrit    | « PA00097299 », notice no PA00097299 | 46° 48′ 31″ nord, 1° 41′ 21″ est   |       |
| Théâtre gallo-romain                                                        | Saint-Marcel                             | Indre                   | Centre-Val de Loire        | classé     | « PA00097460 », notice no PA00097460 | 46° 35′ 55″ nord, 1° 30′ 41″ est   |       |
| Église Sainte-Lizaigne de Sainte-Lizaigne                                   | Sainte-Lizaigne                          | Indre                   | Centre-Val de Loire        | classé     | « PA00097455 », notice no PA00097455 | 47° 00′ 30″ nord, 2° 01′ 20″ est   |       |
| Église Saint-Jérôme de Briod                                                | Briod                                    | Jura                    | Bourgogne-Franche-Comté    | inscrit    | « PA00101821 », notice no PA00101821 | 46° 39′ 44″ nord, 5° 37′ 23″ est   |       |
| Maison de la Familiarité                                                    | Conliège                                 | Jura                    | Bourgogne-Franche-Comté    | inscrit    | « PA00101837 », notice no PA00101837 | 46° 39′ 17″ nord, 5° 35′ 55″ est   |       |
| Oratoire de Grozon                                                          | Grozon                                   | Jura                    | Bourgogne-Franche-Comté    | inscrit    | « PA00101886 », notice no PA00101886 | 46° 53′ 23″ nord, 5° 42′ 00″ est   |       |
| Château de Lavans-lès-Dole                                                  | Lavans-lès-Dole                          | Jura                    | Bourgogne-Franche-Comté    | inscrit    | « PA00101887 », notice no PA00101887 | 47° 09′ 25″ nord, 5° 37′ 35″ est   |       |
| Fontaine aux Dauphins                                                       | Lons-le-Saunier                          | Jura                    | Bourgogne-Franche-Comté    | inscrit    | « PA00101891 », notice no PA00101891 | 46° 40′ 28″ nord, 5° 33′ 16″ est   |       |
| Église Saint-Jean-Baptiste de La Loye                                       | La Loye                                  | Jura                    | Bourgogne-Franche-Comté    | inscrit    | « PA00101946 », notice no PA00101946 | 47° 01′ 37″ nord, 5° 33′ 27″ est   |       |
| Hôtel Regnauldot                                                            | Poligny                                  | Jura                    | Bourgogne-Franche-Comté    | inscrit    | « PA00102000 », notice no PA00102000 | 46° 50′ 19″ nord, 5° 42′ 33″ est   |       |
| Église Notre-Dame                                                           | Salins-les-Bains                         | Jura                    | Bourgogne-Franche-Comté    | inscrit    | « PA00102025 », notice no PA00102025 | 46° 56′ 26″ nord, 5° 52′ 44″ est   |       |
| Fontaine de Sermange                                                        | Sermange                                 | Jura                    | Bourgogne-Franche-Comté    | classé     | « PA00102039 », notice no PA00102039 | 47° 11′ 36″ nord, 5° 39′ 01″ est   |       |
| Église Saint-Martin de Vernantois                                           | Vernantois                               | Jura                    | Bourgogne-Franche-Comté    | inscrit    | « PA00102050 », notice no PA00102050 | 46° 37′ 40″ nord, 5° 34′ 34″ est   |       |
| Église Saint-Amand de Bascons                                               | Bascons                                  | Landes                  | Nouvelle-Aquitaine         | inscrit    | « PA00083926 », notice no PA00083926 | 43° 49′ 19″ nord, 0° 25′ 05″ ouest |       |
| Abbaye de Cagnotte                                                          | Cagnotte                                 | Landes                  | Nouvelle-Aquitaine         | inscrit    | « PA00083932 », notice no PA00083932 | 43° 35′ 37″ nord, 1° 03′ 56″ ouest |       |
| Église Saint-Martin de Caupenne                                             | Caupenne                                 | Landes                  | Nouvelle-Aquitaine         | inscrit    | « PA00083935 », notice no PA00083935 | 43° 41′ 01″ nord, 0° 44′ 44″ ouest |       |
| Église Notre-Dame de Labastide-d'Armagnac                                   | Labastide-d'Armagnac                     | Landes                  | Nouvelle-Aquitaine         | inscrit    | « PA00083960 », notice no PA00083960 | 43° 58′ 10″ nord, 0° 11′ 07″ ouest |       |
| Église Saint-Jean-Baptiste de Larbey                                        | Larbey                                   | Landes                  | Nouvelle-Aquitaine         | inscrit    | « PA00083962 », notice no PA00083962 | 43° 42′ 12″ nord, 0° 43′ 06″ ouest |       |
| Église Saint-Pierre de Lesgor                                               | Lesgor                                   | Landes                  | Nouvelle-Aquitaine         | inscrit    | « PA00083965 », notice no PA00083965 | 43° 51′ 10″ nord, 0° 53′ 57″ ouest |       |
| Église Saint-Hilaire de Lesperon                                            | Lesperon                                 | Landes                  | Nouvelle-Aquitaine         | inscrit    | « PA00083966 », notice no PA00083966 | 43° 58′ 10″ nord, 1° 05′ 36″ ouest |       |
| Église Sainte-Catherine de Montaut                                          | Montaut                                  | Landes                  | Nouvelle-Aquitaine         | inscrit    | « PA00083984 », notice no PA00083984 | 43° 44′ 26″ nord, 0° 39′ 34″ ouest |       |
| Église Saint-Pierre de Montfort-en-Chalosse                                 | Montfort-en-Chalosse                     | Landes                  | Nouvelle-Aquitaine         | inscrit    | « PA00083986 », notice no PA00083986 | 43° 42′ 24″ nord, 0° 50′ 21″ ouest |       |
| Maison                                                                      | Saint-Sever                              | Landes                  | Nouvelle-Aquitaine         | inscrit    | « PA00084014 », notice no PA00084014 | 43° 45′ 34″ nord, 0° 34′ 29″ ouest |       |
| Château de Vaugirard                                                        | Champdieu                                | Loire                   | Auvergne-Rhône-Alpes       | classé     | « PA00117444 », notice no PA00117444 | 45° 38′ 21″ nord, 4° 04′ 23″ est   |       |
| Église Saint-Julien de Pommiers                                             | Pommiers                                 | Loire                   | Auvergne-Rhône-Alpes       | inscrit    | « PA00117544 », notice no PA00117544 | 45° 49′ 45″ nord, 4° 03′ 51″ est   |       |
| Menhir de la Pierre blanche                                                 | Oudon                                    | Loire-Atlantique        | Pays de la Loire           | classé     | « PA00108765 », notice no PA00108765 | 47° 21′ 17″ nord, 1° 19′ 04″ ouest |       |
| Château de la Touanne                                                       | Baccon                                   | Loiret                  | Centre-Val de Loire        | inscrit    | « PA00098685 », notice no PA00098685 | 47° 52′ 18″ nord, 1° 39′ 06″ est   |       |
| Château de Huisseau-sur-Mauves                                              | Huisseau-sur-Mauves                      | Loiret                  | Centre-Val de Loire        | inscrit    | « PA00098795 », notice no PA00098795 | 47° 53′ 35″ nord, 1° 42′ 18″ est   |       |
| Croix de mission                                                            | Agen                                     | Lot-et-Garonne          | Nouvelle-Aquitaine         | classé     | « PA00084038 », notice no PA00084038 | 44° 12′ 23″ nord, 0° 37′ 09″ est   |       |
| Château des Hayes Gasselin                                                  | Beaupréau-en-Mauges                      | Maine-et-Loire          | Pays de la Loire           | inscrit    | « PA00108859 », notice no PA00108859 | 47° 10′ 27″ nord, 0° 56′ 12″ ouest |       |
| Prieuré de la Papillaie                                                     | Angers                                   | Maine-et-Loire          | Pays de la Loire           | inscrit    | « PA00108868 », notice no PA00108868 | 47° 27′ 36″ nord, 0° 35′ 58″ ouest |       |
| Château du Bois Saumoussay                                                  | Bellevigne-les-Châteaux                  | Maine-et-Loire          | Pays de la Loire           | classé     | « PA00109005 », notice no PA00109005 | 47° 10′ 55″ nord, 0° 04′ 14″ ouest |       |
| Manoir de Chape                                                             | Les Bois d'Anjou                         | Maine-et-Loire          | Pays de la Loire           | inscrit    | « PA00109107 », notice no PA00109107 | 47° 29′ 41″ nord, 0° 11′ 24″ ouest |       |
| Hôtel                                                                       | Montreuil-Bellay                         | Maine-et-Loire          | Pays de la Loire           | inscrit    | « PA00109199 », notice no PA00109199 | 47° 07′ 57″ nord, 0° 09′ 09″ ouest |       |
| Dolmen de la Pierrelée                                                      | Montsoreau                               | Maine-et-Loire          | Pays de la Loire           | inscrit    | « PA00109212 », notice no PA00109212 | 47° 12′ 19″ nord, 0° 02′ 37″ est   |       |
| Presbytère                                                                  | Gennes-Val-de-Loire                      | Maine-et-Loire          | Pays de la Loire           | inscrit    | « PA00109248 », notice no PA00109248 | 47° 21′ 14″ nord, 0° 13′ 29″ ouest |       |
| Château du Vieux Bagneux                                                    | Saumur                                   | Maine-et-Loire          | Pays de la Loire           | inscrit    | « PA00109311 », notice no PA00109311 | 47° 14′ 31″ nord, 0° 05′ 22″ ouest |       |
| Maison des Trois Marchands                                                  | Avranches                                | Manche                  | Normandie                  | inscrit    | « PA00110328 », notice no PA00110328 | 48° 41′ 16″ nord, 1° 21′ 31″ ouest |       |
| Ruines de l'église Saint-Martin de Saint-Martin-le-Vieux                    | Bréhal                                   | Manche                  | Normandie                  | inscrit    | « PA00110340 », notice no PA00110340 | 48° 53′ 36″ nord, 1° 32′ 27″ ouest |       |
| Château de Franqueville : façades et toitures des communs et de la chapelle | Fontenay-sur-Mer                         | Manche                  | Normandie                  | inscrit    | « PA00110404 », notice no PA00110404 | 49° 29′ 53″ nord, 1° 18′ 58″ ouest |       |
| Ruines du château                                                           | Gratot                                   | Manche                  | Normandie                  | classé     | « PA00110422 », notice no PA00110422 | 49° 04′ 07″ nord, 1° 29′ 23″ ouest |       |
| Église Saint-Martin et enclos paroissial                                    | Montaigu-la-Brisette                     | Manche                  | Normandie                  | inscrit    | « PA00110455 », notice no PA00110455 | 49° 33′ 47″ nord, 1° 24′ 31″ ouest |       |
| Église Notre-Dame-et-Sainte-Agathe                                          | Quettreville-sur-Sienne                  | Manche                  | Normandie                  | inscrit    | « PA00110553 », notice no PA00110553 | 48° 58′ 07″ nord, 1° 27′ 58″ ouest |       |
| Château                                                                     | Saint-Pierre-Église                      | Manche                  | Normandie                  | inscrit    | « PA00110598 », notice no PA00110598 | 49° 40′ 05″ nord, 1° 24′ 40″ ouest |       |
| Église : peintures murales du XVIe                                          | Savigny                                  | Manche                  | Normandie                  | inscrit    | « PA00110610 », notice no PA00110610 | 49° 02′ 55″ nord, 1° 20′ 18″ ouest |       |
| Église Saint-Pierre-et-Saint-Paul                                           | Sébeville                                | Manche                  | Normandie                  | inscrit    | « PA00110387 », notice no PA00110387 | 49° 23′ 08″ nord, 1° 17′ 25″ ouest |       |
| Prieuré de Saint-Léonard : mur d'enceinte et enclos                         | Vains                                    | Manche                  | Normandie                  | classé     | « PA00110625 », notice no PA00110625 | 48° 40′ 10″ nord, 1° 26′ 31″ ouest |       |
| Immeuble                                                                    | Châlons-en-Champagne                     | Marne                   | Grand Est                  | inscrit    | « PA00078626 », notice no PA00078626 | 48° 57′ 38″ nord, 4° 21′ 56″ est   |       |
| Maison à pans de bois                                                       | Reims                                    | Marne                   | Grand Est                  | inscrit    | « PA00078820 », notice no PA00078820 | 49° 14′ 36″ nord, 4° 02′ 37″ est   |       |
| Grotte Mayenne-Sciences                                                     | Thorigné-en-Charnie                      | Mayenne                 | Pays de la Loire           | classé     | « PA00109621 », notice no PA00109621 | 47° 59′ 29″ nord, 0° 24′ 15″ ouest |       |
| Fort de Douaumont                                                           | Douaumont                                | Meuse                   | Grand Est                  | classé     | « PA00106527 », notice no PA00106527 | 49° 13′ 00″ nord, 5° 26′ 20″ est   |       |
| Église de la Nativité-de-la-Vierge de Gondrecourt-le-Château                | Gondrecourt-le-Château                   | Meuse                   | Grand Est                  | inscrit    | « PA00106540 », notice no PA00106540 | 48° 30′ 43″ nord, 5° 30′ 21″ est   |       |
| Propriété La Chiennerie                                                     | Ligny-en-Barrois                         | Meuse                   | Grand Est                  | inscrit    | « PA00106554 », notice no PA00106554 | 48° 41′ 27″ nord, 5° 19′ 28″ est   |       |
| Église Saints-Pierre-et-Paul de Rupt-aux-Nonains                            | Rupt-aux-Nonains                         | Meuse                   | Grand Est                  | inscrit    | « PA00106610 », notice no PA00106610 | 48° 40′ 11″ nord, 5° 06′ 48″ est   |       |
| Fort de Vaux                                                                | Vaux-devant-Damloup                      | Meuse                   | Grand Est                  | classé     | « PA00106653 », notice no PA00106653 | 49° 12′ 02″ nord, 5° 28′ 12″ est   |       |
| Mur des Vénètes                                                             | Baden                                    | Morbihan                | Bretagne                   | inscrit    | « PA00091014 », notice no PA00091014 | 47° 35′ 37″ nord, 2° 56′ 14″ ouest |       |
| Allée couverte de Kergonfalz                                                | Bignan                                   | Morbihan                | Bretagne                   | classé     | « PA00091040 », notice no PA00091040 | 47° 52′ 40″ nord, 2° 47′ 37″ ouest |       |
| Château de Crévy                                                            | Val d'Oust                               | Morbihan                | Bretagne                   | inscrit    | « PA00091150 », notice no PA00091150 | 47° 52′ 18″ nord, 2° 25′ 31″ ouest |       |
| Allée couverte de Minguionnet                                               | Gourin                                   | Morbihan                | Bretagne                   | classé     | « PA00091205 », notice no PA00091205 | 48° 04′ 45″ nord, 3° 36′ 54″ ouest |       |
| Menhir de Mez-Kerlard                                                       | Groix                                    | Morbihan                | Bretagne                   | classé     | « PA00091225 », notice no PA00091225 | 47° 38′ 21″ nord, 3° 29′ 43″ ouest |       |
| Allée couverte de Coguer Neguinan                                           | Plescop                                  | Morbihan                | Bretagne                   | inscrit    | « PA00091474 », notice no PA00091474 | 47° 41′ 35″ nord, 2° 52′ 49″ ouest |       |
| Château de la Villeneuve-Jacquelot                                          | Quistinic                                | Morbihan                | Bretagne                   | classé     | « PA00091627 », notice no PA00091627 | 47° 56′ 10″ nord, 3° 06′ 49″ ouest |       |
| Menhirs de Clos-et-Bé                                                       | Saint-Gildas-de-Rhuys                    | Morbihan                | Bretagne                   | inscrit    | « PA00091680 », notice no PA00091680 | 47° 31′ 49″ nord, 2° 50′ 45″ ouest |       |
| Pierre Jaune de Kercambre                                                   | Saint-Gildas-de-Rhuys                    | Morbihan                | Bretagne                   | inscrit    | « PA00091679 », notice no PA00091679 | 47° 29′ 13″ nord, 2° 48′ 47″ ouest |       |
| Hôpital de Fénétrange                                                       | Fénétrange                               | Moselle                 | Grand Est                  | inscrit    | « PA00106763 », notice no PA00106763 | 48° 50′ 51″ nord, 7° 01′ 16″ est   |       |
| Immeuble                                                                    | Fénétrange                               | Moselle                 | Grand Est                  | inscrit    | « PA00106764 », notice no PA00106764 | 48° 50′ 52″ nord, 7° 01′ 13″ est   |       |
| Immeuble                                                                    | Metz                                     | Moselle                 | Grand Est                  | inscrit    | « PA00106857 », notice no PA00106857 | 49° 07′ 19″ nord, 6° 10′ 41″ est   |       |
| Fort de Queuleu                                                             | Metz                                     | Moselle                 | Grand Est                  | inscrit    | « PA00106840 », notice no PA00106840 | 49° 05′ 50″ nord, 6° 12′ 10″ est   |       |
| Château de Chandioux                                                        | Maux                                     | Nièvre                  | Bourgogne-Franche-Comté    | inscrit    | « PA00112914 », notice no PA00112914 | 47° 02′ 50″ nord, 3° 48′ 17″ est   |       |
| Rempart des Carmélites                                                      | Nevers                                   | Nièvre                  | Bourgogne-Franche-Comté    | inscrit    | « PA00112969 », notice no PA00112969 | 46° 59′ 30″ nord, 3° 10′ 04″ est   |       |
| Maison                                                                      | Nevers                                   | Nièvre                  | Bourgogne-Franche-Comté    | classé     | « PA00112960 », notice no PA00112960 | 46° 59′ 11″ nord, 3° 09′ 33″ est   |       |
| Château des évêques de Nevers (Urzy)                                        | Urzy                                     | Nièvre                  | Bourgogne-Franche-Comté    | classé     | « PA00113038 », notice no PA00113038 | 47° 02′ 45″ nord, 3° 12′ 15″ est   |       |
| Maisons                                                                     | Lille                                    | Nord                    | Hauts-de-France            | inscrit    | « PA00107699 », notice no PA00107699 | 50° 38′ 26″ nord, 3° 03′ 50″ est   |       |
| Hôtel du Juge Garde des Monnaies                                            | Lille                                    | Nord                    | Hauts-de-France            | inscrit    | « PA00107600 », notice no PA00107600 | 50° 38′ 29″ nord, 3° 03′ 44″ est   |       |
| Maison                                                                      | Lille                                    | Nord                    | Hauts-de-France            | inscrit    | « PA00107696 », notice no PA00107696 | 50° 38′ 26″ nord, 3° 03′ 51″ est   |       |
| Mont des Tombes                                                             | Sainghin-en-Mélantois                    | Nord                    | Hauts-de-France            | classé     | « PA00107795 », notice no PA00107795 | 50° 35′ 47″ nord, 3° 10′ 40″ est   |       |
| Auberge du Bon Fermier                                                      | Valenciennes                             | Nord                    | Hauts-de-France            | inscrit    | « PA00107846 », notice no PA00107846 | 50° 21′ 18″ nord, 3° 31′ 16″ est   |       |
| Chapelle des Trois-Étots de Cernoy                                          | Cernoy                                   | Oise                    | Hauts-de-France            | classé     | « PA00114571 », notice no PA00114571 | 49° 26′ 54″ nord, 2° 32′ 12″ est   |       |
| Église Sainte-Foy de Balagny-sur-Aunette                                    | Chamant                                  | Oise                    | Hauts-de-France            | inscrit    | « PA00114573 », notice no PA00114573 | 49° 13′ 29″ nord, 2° 38′ 13″ est   |       |
| Table                                                                       | Chantilly                                | Oise                    | Hauts-de-France            | inscrit    | « PA00114582 », notice no PA00114582 | 49° 10′ 00″ nord, 2° 30′ 32″ est   |       |
| Maison La Vieille Cassine                                                   | Compiègne                                | Oise                    | Hauts-de-France            | inscrit    | « PA00114631 », notice no PA00114631 | 49° 25′ 00″ nord, 2° 49′ 33″ est   |       |
| Église Saint-Gervais de Courteuil                                           | Courteuil                                | Oise                    | Hauts-de-France            | inscrit    | « PA00114648 », notice no PA00114648 | 49° 11′ 55″ nord, 2° 32′ 03″ est   |       |
| Grotte sépulcrale de Feigneux                                               | Feigneux                                 | Oise                    | Hauts-de-France            | classé     | « PA00114685 », notice no PA00114685 | 49° 15′ 27″ nord, 2° 55′ 58″ est   |       |
| Église Saint-Vaast de Margny-sur-Matz                                       | Margny-sur-Matz                          | Oise                    | Hauts-de-France            | inscrit    | « PA00114740 », notice no PA00114740 | 49° 31′ 16″ nord, 2° 46′ 42″ est   |       |
| Église de l'Assomption de Montherlant                                       | Montherlant                              | Oise                    | Hauts-de-France            | inscrit    | « PA00114756 », notice no PA00114756 | 49° 16′ 37″ nord, 2° 02′ 51″ est   |       |
| Église Saint-Nicolas de La Neuville-d'Aumont                                | La Neuville-d'Aumont                     | Oise                    | Hauts-de-France            | inscrit    | « PA00114776 », notice no PA00114776 | 49° 18′ 41″ nord, 2° 06′ 13″ est   |       |
| Église Saint-Martin d'Ognon                                                 | Ognon                                    | Oise                    | Hauts-de-France            | inscrit    | « PA00114793 », notice no PA00114793 | 49° 14′ 11″ nord, 2° 38′ 39″ est   |       |
| Église Saint-Martin d'Ormoy-Villers                                         | Ormoy-Villers                            | Oise                    | Hauts-de-France            | inscrit    | « PA00114794 », notice no PA00114794 | 49° 11′ 50″ nord, 2° 50′ 28″ est   |       |
| Église Notre-Dame d'Orry-la-Ville                                           | Orry-la-Ville                            | Oise                    | Hauts-de-France            | inscrit    | « PA00114799 », notice no PA00114799 | 49° 07′ 54″ nord, 2° 30′ 45″ est   |       |
| Fontaine de Plailly                                                         | Plailly                                  | Oise                    | Hauts-de-France            | inscrit    | « PA00114808 », notice no PA00114808 | 49° 06′ 11″ nord, 2° 35′ 05″ est   |       |
| Château de Monceaux                                                         | Saint-Omer-en-Chaussée                   | Oise                    | Hauts-de-France            | classé     | « PA00114870 », notice no PA00114870 | 49° 31′ 11″ nord, 2° 00′ 16″ est   |       |
| Hôtel de Faucigny-Lucinge                                                   | Senlis                                   | Oise                    | Hauts-de-France            | inscrit    | « PA00114901 », notice no PA00114901 | 49° 12′ 21″ nord, 2° 34′ 50″ est   |       |
| Bibliothèque municipale                                                     | Senlis                                   | Oise                    | Hauts-de-France            | inscrit    | « PA00114908 », notice no PA00114908 | 49° 12′ 23″ nord, 2° 35′ 15″ est   |       |
| Église Notre-Dame de Valdampierre                                           | Valdampierre                             | Oise                    | Hauts-de-France            | inscrit    | « PA00114935 », notice no PA00114935 | 49° 18′ 15″ nord, 2° 03′ 06″ est   |       |
| Église Saint-Firmin de Vineuil-Saint-Firmin                                 | Vineuil-Saint-Firmin                     | Oise                    | Hauts-de-France            | inscrit    | « PA00114967 », notice no PA00114967 | 49° 11′ 49″ nord, 2° 30′ 15″ est   |       |
| Manoir de Pommereux                                                         | Montgaroult                              | Orne                    | Normandie                  | classé     | « PA00110857 », notice no PA00110857 | 48° 45′ 03″ nord, 0° 07′ 10″ ouest |       |
| Église Saint-Gervais-et-Saint-Protais de Cuy                                | Occagnes                                 | Orne                    | Normandie                  | inscrit    | « PA00110879 », notice no PA00110879 | 48° 46′ 22″ nord, 0° 05′ 10″ ouest |       |
| Fontaine Saint-Laurent                                                      | 10e arrondissement de Paris              | Paris                   | Île-de-France              | inscrit    | « PA00086490 », notice no PA00086490 | 48° 52′ 30″ nord, 2° 21′ 42″ est   |       |
| Bastion no 1                                                                | 12e arrondissement de Paris              | Paris                   | Île-de-France              | inscrit    | « PA00086561 », notice no PA00086561 | 48° 49′ 43″ nord, 2° 23′ 23″ est   |       |
| Fontaines Wallace                                                           | 4e arrondissement de Paris               | Paris                   | Île-de-France              | inscrit    | « PA00086269 », notice no PA00086269 | 48° 51′ 19″ nord, 2° 20′ 51″ est   |       |
| Immeuble                                                                    | 4e arrondissement de Paris               | Paris                   | Île-de-France              | inscrit    | « PA00086346 », notice no PA00086346 | 48° 51′ 28″ nord, 2° 21′ 33″ est   |       |
| Hôtel de Brancas                                                            | 6e arrondissement de Paris               | Paris                   | Île-de-France              | classé     | « PA00088526 », notice no PA00088526 | 48° 51′ 03″ nord, 2° 20′ 13″ est   |       |
| Hôtel de Tavannes                                                           | 7e arrondissement de Paris               | Paris                   | Île-de-France              | classé     | « PA00088742 », notice no PA00088742 | 48° 51′ 29″ nord, 2° 19′ 23″ est   |       |
| Hôtel Beauvau                                                               | 8e arrondissement de Paris               | Paris                   | Île-de-France              | inscrit    | « PA00088873 », notice no PA00088873 | 48° 52′ 19″ nord, 2° 19′ 01″ est   |       |
| Chapelle Notre-Dame-de-Pitié d'Étrun                                        | Étrun                                    | Pas-de-Calais           | Hauts-de-France            | inscrit    | « PA00108274 », notice no PA00108274 | 50° 18′ 58″ nord, 2° 41′ 04″ est   |       |
| Abbaye de Saint-André-aux-Bois                                              | Gouy-Saint-André                         | Pas-de-Calais           | Hauts-de-France            | inscrit    | « PA00108294 », notice no PA00108294 | 50° 22′ 28″ nord, 1° 53′ 57″ est   |       |
| Gisement paléolithique d'Hallines                                           | Hallines                                 | Pas-de-Calais           | Hauts-de-France            | inscrit    | « PA00108300 », notice no PA00108300 | 50° 42′ 41″ nord, 2° 12′ 33″ est   |       |
| Église Saint-Sidoine d'Aydat                                                | Aydat                                    | Puy-de-Dôme             | Auvergne-Rhône-Alpes       | classé     | « PA00091883 », notice no PA00091883 | 45° 39′ 37″ nord, 2° 58′ 30″ est   |       |
| Château de la Bâtisse                                                       | Chanonat                                 | Puy-de-Dôme             | Auvergne-Rhône-Alpes       | classé     | « PA00091947 », notice no PA00091947 | 45° 41′ 30″ nord, 3° 05′ 04″ est   |       |
| Château de Joserand                                                         | Jozerand                                 | Puy-de-Dôme             | Auvergne-Rhône-Alpes       | classé     | « PA00092147 », notice no PA00092147 | 46° 01′ 28″ nord, 3° 05′ 45″ est   |       |
| Château de Mauzun                                                           | Mauzun                                   | Puy-de-Dôme             | Auvergne-Rhône-Alpes       | classé     | « PA00092181 », notice no PA00092181 | 45° 42′ 19″ nord, 3° 25′ 43″ est   |       |
| Hôtel de Poutz                                                              | Arudy                                    | Pyrénées-Atlantiques    | Nouvelle-Aquitaine         | inscrit    | « PA00084320 », notice no PA00084320 | 43° 06′ 20″ nord, 0° 25′ 38″ ouest |       |
| Château d'Aphat                                                             | Bussunarits-Sarrasquette                 | Pyrénées-Atlantiques    | Nouvelle-Aquitaine         | inscrit    | « PA00084366 », notice no PA00084366 | 43° 09′ 43″ nord, 1° 10′ 34″ ouest |       |
| Église Saint-Vincent d'Igon                                                 | Igon                                     | Pyrénées-Atlantiques    | Nouvelle-Aquitaine         | inscrit    | « PA00084402 », notice no PA00084402 | 43° 09′ 40″ nord, 0° 13′ 55″ ouest |       |
| Pigeonnier du Cassou                                                        | Orthez                                   | Pyrénées-Atlantiques    | Nouvelle-Aquitaine         | inscrit    | « PA00084477 », notice no PA00084477 | 43° 29′ 53″ nord, 0° 49′ 20″ ouest |       |
| Hôtel de préfecture de La Réunion                                           | Saint-Denis                              | La Réunion              | La Réunion                 | classé     | « PA00105814 », notice no PA00105814 | 20° 52′ 32″ sud, 55° 26′ 46″ est   |       |
| Chapelle Pointue                                                            | Saint-Paul                               | La Réunion              | La Réunion                 | classé     | « PA00105826 », notice no PA00105826 | 21° 03′ 19″ sud, 55° 15′ 58″ est   |       |
| Cellier aux Moines                                                          | Givry                                    | Saône-et-Loire          | Bourgogne-Franche-Comté    | inscrit    | « PA00113285 », notice no PA00113285 | 46° 47′ 30″ nord, 4° 44′ 26″ est   |       |
| Manoir-ferme bressan de Sagy                                                | Sagy                                     | Saône-et-Loire          | Bourgogne-Franche-Comté    | inscrit    | « PA00113413 », notice no PA00113413 | 46° 36′ 01″ nord, 5° 18′ 40″ est   |       |
| Château de Lauresse                                                         | Lombron                                  | Sarthe                  | Pays de la Loire           | inscrit    | « PA00109777 », notice no PA00109777 | 48° 04′ 23″ nord, 0° 25′ 43″ est   |       |
| Tour des remparts                                                           | Sablé-sur-Sarthe                         | Sarthe                  | Pays de la Loire           | inscrit    | « PA00109926 », notice no PA00109926 | 47° 50′ 23″ nord, 0° 20′ 11″ ouest |       |
| Château de Boissise-le-Roi                                                  | Boissise-le-Roi                          | Seine-et-Marne          | Île-de-France              | inscrit    | « PA00086821 », notice no PA00086821 | 48° 31′ 42″ nord, 2° 34′ 26″ est   |       |
| Maison à pans de bois                                                       | Bray-sur-Seine                           | Seine-et-Marne          | Île-de-France              | inscrit    | « PA00086832 », notice no PA00086832 | 48° 25′ 03″ nord, 3° 14′ 05″ est   |       |
| Moulin Choix                                                                | Gastins                                  | Seine-et-Marne          | Île-de-France              | classé     | « PA00087008 », notice no PA00087008 | 48° 37′ 39″ nord, 3° 01′ 14″ est   |       |
| Château de Guermantes                                                       | Gouvernes                                | Seine-et-Marne          | Île-de-France              | classé     | « PA00087026 », notice no PA00087026 | 48° 51′ 23″ nord, 2° 41′ 48″ est   |       |
| Oppidum de Grisy-sur-Seine                                                  | Grisy-sur-Seine                          | Seine-et-Marne          | Île-de-France              | inscrit    | « PA00087023 », notice no PA00087023 | 48° 26′ 08″ nord, 3° 18′ 42″ est   |       |
| Château de Guermantes                                                       | Guermantes                               | Seine-et-Marne          | Île-de-France              | classé     | « PA00087025 », notice no PA00087025 | 48° 51′ 11″ nord, 2° 41′ 52″ est   |       |
| Immeuble des Cinq Pignons                                                   | Lagny-sur-Marne                          | Seine-et-Marne          | Île-de-France              | inscrit    | « PA00087048 », notice no PA00087048 | 48° 52′ 39″ nord, 2° 42′ 18″ est   |       |
| Immeuble des Cinq Pignons                                                   | Lagny-sur-Marne                          | Seine-et-Marne          | Île-de-France              | inscrit    | « PA00087049 », notice no PA00087049 | 48° 52′ 39″ nord, 2° 42′ 18″ est   |       |
| Immeuble des Cinq Pignons                                                   | Lagny-sur-Marne                          | Seine-et-Marne          | Île-de-France              | inscrit    | « PA00087047 », notice no PA00087047 | 48° 52′ 39″ nord, 2° 42′ 18″ est   |       |
| Immeuble des Cinq Pignons                                                   | Lagny-sur-Marne                          | Seine-et-Marne          | Île-de-France              | inscrit    | « PA00087050 », notice no PA00087050 | 48° 52′ 39″ nord, 2° 42′ 18″ est   |       |
| Maison des Carmes                                                           | Maincy                                   | Seine-et-Marne          | Île-de-France              | inscrit    | « PA00087076 », notice no PA00087076 | 48° 33′ 09″ nord, 2° 42′ 01″ est   |       |
| Église Saint-Christophe de Meaux                                            | Meaux                                    | Seine-et-Marne          | Île-de-France              | inscrit    | « PA00087088 », notice no PA00087088 | 48° 57′ 31″ nord, 2° 52′ 48″ est   |       |
| Maison                                                                      | Provins                                  | Seine-et-Marne          | Île-de-France              | inscrit    | « PA00087240 », notice no PA00087240 | 48° 33′ 45″ nord, 3° 17′ 21″ est   |       |
| Maison                                                                      | Provins                                  | Seine-et-Marne          | Île-de-France              | inscrit    | « PA00087241 », notice no PA00087241 | 48° 33′ 45″ nord, 3° 17′ 21″ est   |       |
| Maison                                                                      | Provins                                  | Seine-et-Marne          | Île-de-France              | inscrit    | « PA00087239 », notice no PA00087239 | 48° 33′ 45″ nord, 3° 17′ 21″ est   |       |
| Abbaye de Chaalis                                                           | Thorigny-sur-Marne                       | Seine-et-Marne          | Île-de-France              | inscrit    | « PA00087296 », notice no PA00087296 | 48° 53′ 03″ nord, 2° 42′ 23″ est   |       |
| Château de Cuverville                                                       | Cuverville                               | Seine-Maritime          | Normandie                  | inscrit    | « PA00100613 », notice no PA00100613 | 49° 39′ 32″ nord, 0° 16′ 24″ est   |       |
| Église Notre-Dame de Fresles                                                | Fresles                                  | Seine-Maritime          | Normandie                  | classé     | « PA00100668 », notice no PA00100668 | 49° 44′ 37″ nord, 1° 20′ 47″ est   |       |
| Château d'Esneval                                                           | Pavilly                                  | Seine-Maritime          | Normandie                  | classé     | « PA00100791 », notice no PA00100791 | 49° 34′ 18″ nord, 0° 57′ 13″ est   |       |
| Château de Bosc-le-Comte                                                    | Saint-Pierre-le-Vieux                    | Seine-Maritime          | Normandie                  | inscrit    | « PA00101046 », notice no PA00101046 | 49° 50′ 12″ nord, 0° 54′ 30″ est   |       |
| Croix de cimetière de Trémauville                                           | Trémauville                              | Seine-Maritime          | Normandie                  | inscrit    | « PA00101067 », notice no PA00101067 | 49° 39′ 58″ nord, 0° 31′ 13″ est   |       |
| Pierre d'Oblicamp                                                           | Bavelincourt                             | Somme                   | Hauts-de-France            | classé     | « PA00116087 », notice no PA00116087 | 49° 59′ 24″ nord, 2° 28′ 22″ est   |       |
| Château de Monsures                                                         | Monsures                                 | Somme                   | Hauts-de-France            | inscrit    | « PA00116202 », notice no PA00116202 | 49° 42′ 44″ nord, 2° 09′ 43″ est   |       |
| Église Saint-Dalmazy de Cagnac-les-Mines                                    | Cagnac-les-Mines                         | Tarn                    | Occitanie                  | inscrit    | « PA00095498 », notice no PA00095498 | 43° 58′ 57″ nord, 2° 07′ 37″ est   |       |
| Église Saint-Salvy de Giroussens                                            | Giroussens                               | Tarn                    | Occitanie                  | inscrit    | « PA00095565 », notice no PA00095565 | 43° 45′ 50″ nord, 1° 46′ 25″ est   |       |
| Église Saint-Pierre-et-Saint-Paul de Noailles                               | Noailles                                 | Tarn                    | Occitanie                  | inscrit    | « PA00095612 », notice no PA00095612 | 44° 00′ 33″ nord, 1° 59′ 00″ est   |       |
| Maison                                                                      | Rabastens                                | Tarn                    | Occitanie                  | inscrit    | « PA00095625 », notice no PA00095625 | 43° 49′ 18″ nord, 1° 43′ 14″ est   |       |
| Château de Saint-Géry                                                       | Rabastens                                | Tarn                    | Occitanie                  | inscrit    | « PA00095620 », notice no PA00095620 | 43° 50′ 17″ nord, 1° 46′ 06″ est   |       |
| Église Saint-Michel de Saint-Marcel-Campes                                  | Saint-Marcel-Campes                      | Tarn                    | Occitanie                  | inscrit    | « PA00095640 », notice no PA00095640 | 44° 04′ 53″ nord, 2° 01′ 20″ est   |       |
| Église Saint-Sauveur de Salles                                              | Salles                                   | Tarn                    | Occitanie                  | inscrit    | « PA00095642 », notice no PA00095642 | 44° 04′ 21″ nord, 2° 02′ 09″ est   |       |
| Gisement préhistorique de Fontalès                                          | Saint-Antonin-Noble-Val                  | Tarn-et-Garonne         | Occitanie                  | classé     | « PA00095868 », notice no PA00095868 | 44° 08′ 55″ nord, 1° 44′ 42″ est   |       |
| Maison des Cariatides                                                       | Delle                                    | Territoire de Belfort   | Bourgogne-Franche-Comté    | inscrit    | « PA00101146 », notice no PA00101146 | 47° 30′ 23″ nord, 6° 59′ 52″ est   |       |
| Église Saint-Thomas-Becket de Villiers-le-Sec                               | Villiers-le-Sec                          | Val-d'Oise              | Île-de-France              | inscrit    | « PA00080238 », notice no PA00080238 | 49° 00′ 30″ nord, 2° 23′ 21″ est   |       |
| Chapelle Notre-Dame de Beauvoir                                             | Le Beausset                              | Var                     | Provence-Alpes-Côte d'Azur | inscrit    | « PA00081540 », notice no PA00081540 | 43° 11′ 06″ nord, 5° 48′ 18″ est   |       |
| Oppidum du Castellas                                                        | Solliès-Pont                             | Var                     | Provence-Alpes-Côte d'Azur | classé     | « PA00081742 », notice no PA00081742 | 43° 13′ 00″ nord, 6° 02′ 01″ est   |       |
| Église Notre-Dame de l'Annonciation et Saint Victor Martyr d'Aubignan       | Aubignan                                 | Vaucluse                | Provence-Alpes-Côte d'Azur | inscrit    | « PA00081810 », notice no PA00081810 | 44° 05′ 59″ nord, 5° 01′ 25″ est   |       |
| Hôtel de Justamond                                                          | Bollène                                  | Vaucluse                | Provence-Alpes-Côte d'Azur | inscrit    | « PA00081977 », notice no PA00081977 | 44° 16′ 49″ nord, 4° 44′ 59″ est   |       |
| Hôtel de Faucher                                                            | Bollène                                  | Vaucluse                | Provence-Alpes-Côte d'Azur | inscrit    | « PA00081976 », notice no PA00081976 | 44° 16′ 48″ nord, 4° 45′ 02″ est   |       |
| Abbaye de Sénanque                                                          | Gordes                                   | Vaucluse                | Provence-Alpes-Côte d'Azur | classé     | « PA00082041 », notice no PA00082041 | 43° 55′ 42″ nord, 5° 11′ 13″ est   |       |
| Gisement de Gramari                                                         | Méthamis                                 | Vaucluse                | Provence-Alpes-Côte d'Azur | classé     | « PA00082079 », notice no PA00082079 | 44° 01′ 05″ nord, 5° 13′ 51″ est   |       |
| Maison de Georges Clemenceau                                                | Saint-Vincent-sur-Jard                   | Vendée                  | Pays de la Loire           | classé     | « PA00110267 », notice no PA00110267 | 46° 24′ 23″ nord, 1° 32′ 51″ ouest |       |
| Château du Bois-Rogue, à Rossay                                             | Loudun                                   | Vienne                  | Nouvelle-Aquitaine         | classé     | « PA00105499 », notice no PA00105499 | 46° 59′ 53″ nord, 0° 07′ 45″ est   |       |
| Grotte de La Marche                                                         | Lussac-les-Châteaux                      | Vienne                  | Nouvelle-Aquitaine         | classé     | « PA00105516 », notice no PA00105516 | 46° 24′ 22″ nord, 0° 43′ 29″ est   |       |
| Théâtre gallo-romain de Naintré                                             | Naintré                                  | Vienne                  | Nouvelle-Aquitaine         | classé     | « PA00105563 », notice no PA00105563 | 46° 45′ 42″ nord, 0° 30′ 45″ est   |       |
| Presbytère de Plaisance                                                     | Plaisance                                | Vienne                  | Nouvelle-Aquitaine         | inscrit    | « PA00105583 », notice no PA00105583 | 46° 19′ 58″ nord, 0° 52′ 24″ est   |       |
| Hôtel Joulard-d'Iversais                                                    | Poitiers                                 | Vienne                  | Nouvelle-Aquitaine         | inscrit    | « PA00105613 », notice no PA00105613 | 46° 34′ 52″ nord, 0° 20′ 17″ est   |       |
| Église de Sainte-Vertu                                                      | Sainte-Vertu                             | Yonne                   | Bourgogne-Franche-Comté    | classé     | « PA00113842 », notice no PA00113842 | 47° 45′ 00″ nord, 3° 54′ 57″ est   |       |
| Maison Jean-Cousin (Musée Jean-Cousin)                                      | Sens                                     | Yonne                   | Bourgogne-Franche-Comté    | inscrit    | « PA00113882 », notice no PA00113882 | 48° 11′ 45″ nord, 3° 16′ 51″ est   |       |
| Petites Halles de Tanlay                                                    | Tanlay                                   | Yonne                   | Bourgogne-Franche-Comté    | inscrit    | « PA00113897 », notice no PA00113897 | 47° 50′ 53″ nord, 4° 05′ 07″ est   |       |
| Église Saint-Julien de Thury                                                | Thury                                    | Yonne                   | Bourgogne-Franche-Comté    | classé     | « PA00113901 », notice no PA00113901 | 47° 35′ 12″ nord, 3° 17′ 42″ est   |       |
| Château des Célestins                                                       | Limay                                    | Yvelines                | Île-de-France              | inscrit    | « PA00087469 », notice no PA00087469 | 49° 00′ 00″ nord, 1° 44′ 05″ est   |       |
| Chapelle de Béthune                                                         | Versailles                               | Yvelines                | Île-de-France              | classé     | « PA00087668 », notice no PA00087668 | 48° 49′ 09″ nord, 2° 08′ 18″ est   |       |
| Château de Grand'Maisons                                                    | Villepreux                               | Yvelines                | Île-de-France              | inscrit    | « PA00087783 », notice no PA00087783 | 48° 50′ 16″ nord, 2° 00′ 45″ est   |       |